# 布魯諾·比紹夫貝爾格
布魯諾·比紹夫貝爾格（德語：Bruno Bischofberger，1940年—）是一位瑞士籍画廊经营者及收藏家。

## 生平
比紹夫貝爾格于1940年出生于苏黎世。他在苏黎世大学学习了艺术史、考古学及民俗学，随后就读於波恩和慕尼黑。他有三个女儿和一个儿子，如今和他的妻子克莉絲蒂娜（Christina）女士（又称 Yoyo）生活在苏黎世附近，其居所位于苏黎世湖之上，由埃托雷·索特薩斯设计。

## 画廊
比紹夫貝爾格于1963年在苏黎世的鵜鶘街（Pelikanstraße）上开办了他的第一家画廊，当时的名字还是城市画廊。1965年，他在他的画廊中首次举办流行艺术展览，展出羅伊·利希滕斯坦、羅伯特·勞森伯格、安迪·沃荷、湯姆·維塞爾曼、克拉斯·歐登伯格及賈斯珀·瓊斯的作品。70 年代，比紹夫貝爾格除了展示美国流行艺术外，还展出了简约风格、大地艺术及观念艺术的艺术家作品，如索爾·勒維特、唐納德·賈德、丹·弗拉文、布魯斯·瑙曼、約瑟夫·科蘇斯、河原溫，还有巴黎的新现实主义，如伊夫·克萊因、丹枇爾·史波利及尚·丁格利。在1982至2005年间，比紹夫貝爾格的夫人克莉絲蒂娜出版了丁格利分类目录，共计三本。80 年代中，他把新兴的新表现主义流派之中冉冉升起的关键人物列入到他的计划中，有米格爾·巴塞洛、尚·米榭·巴斯奇亞、弗朗切斯科·克萊門特及朱利安·許納貝等人。
2009 年及 2010年，比勒费尔德艺术大厅举办了名为“重返80年代——比紹夫貝爾格藏品展 I & II”的两次展览，展出他所收藏的80年代艺术家作品。 其中就有柏林新野兽派的賴納·費汀以及米尔海姆自由主义的沃爾特·達恩（Walter Dahn）。比紹夫貝爾格与其中大多数艺术家均曾保有亲密的私人关系，有些至今仍是。
2013年，画廊从苏黎世迁移至門內多夫，自2005年起，比紹夫貝爾格让他的女儿妮娜（Nina）及其丈夫弗洛里安·拜耳（Florian Baier）在原先的一家工厂旧址上建造起不同的建筑。这里有画廊、艺术展览厅及储藏室，还有各类收藏物品。自 80 年代中期开始，比紹夫貝爾格在艺术论坛及艺术公报杂志的封底上为其展览做广告。他没有展示展览的艺术作品，而是使用了通俗瑞士风光的摄影作品。2018年，艺术家彼得·菲施利（Peter Fischli）协同克林斯的贝尔公园展览馆馆长希拉爾·斯塔德勒（Hilar Stadler）举办了一场个人展览，向这些封底致敬。

## 沃荷及巴斯奇亞
比紹夫貝爾格尤其因为与安迪·沃荷和尚·米榭·巴斯奇亞的亲密关系而知名。他于1966年在纽约初遇沃荷。1968 年再遇时，沃荷向他展示了早期的未公开作品。比紹夫貝爾格得以从中选出十一幅最为重要的作品，其中包括手绘的早期作品，如超人、蝙蝠侠、一幅彩色的可口可乐画像以及几幅1961年至1963年间的大型灾难画和早期肖像画，部分以双面板制作。沃荷承诺给予比紹夫貝爾格其所有未来作品的优先购买权，直到他于1987年去世。
比紹夫貝爾格每年多次前往纽约。1970年，沃荷完成了一幅比紹夫貝爾格的肖像画，他鼓励这位艺术家以标准尺寸和固定价格为画廊的顾客绘制委托肖像画，这在许多年里都是沃荷最重要的收入来源。比紹夫貝爾格于 1981 年初次见到 巴斯奇亞的作品，一年后，他就成为了这位艺术家在全世界最为主要的画廊经营者，直到这位艺术家于 1988 年去世。此外，正是比紹夫貝爾格介绍沃荷与巴斯奇亞互相认识，并在之后建议他们与弗朗切斯科·克萊門特合作。于是，两位艺术家都分别建立了合作。与此同时，巴斯奇亞说服了在23年中仅用丝网印刷法创作的沃荷再次用手绘画。比紹夫貝爾格之所以会有艺术家合作这一想法，是因为巴斯奇亞在一次到访瑞士时，和他时年三岁的女儿科拉（Cora）共同创作了几幅艺术作品。比紹夫貝爾格于1969年和沃荷一道创办了访谈杂志。在朱利安·許納貝1996年的故事片《輕狂歲月》中，比紹夫貝爾格由丹尼斯·霍柏扮演。

## 收藏
比紹夫貝爾格与他妻子私下也收藏设计、摄影、民间艺术及史前石块艺术作品。在20世纪国际设计的各色收藏中就有家具、金属制品、首饰、纺织品及海报，尤其是首要风格流派中主要代表的玻璃及陶瓷制品。玻璃藏品包括来自意大利、法国、芬兰及瑞典的作品群，但也有来自世界各地的作品。另一收藏是民间艺术，主要是高山地区、瑞士、德国及奥地利地区，且主要包括15至19世纪的家具、画像、宗教民间艺术及当地百姓的日常生活用品。史前石块艺术收藏包括全世界不同早期文化及原始社会的斧头、容器、雕像及物品。摄影作品收藏中有从19世纪50年代摄影发明时期至今的作品：19世纪50年代及60年代的城市和乡村，阿爾伯特·斯坦納的遗物，20 世纪大人物的时尚及广告摄影作品，以及 沃荷的大部分摄影作品。2008年，喬凡尼與馬瑞拉·阿涅利美術館的“从史前到未来 –比紹夫貝爾格收藏精品”展览展出了各类收藏中的一部分。